# Joachim Winkelhock
 Joachim Winkelhock  va ser un pilot de curses automobilístiques alemany que va arribar a disputar curses de Fórmula 1.
Va néixer el 24 d'octubre del 1960 a Waiblingen, prop de Stuttgart, Alemanya.
El seu germà Manfred Winkelhock i el fill d'aquest Markus Winkelhock també són pilots d'automobilisme.
Fora de la F1 ha guanyat diversos campionats (Britànic de turismes (1993), 'Asia-Pacífic de Turismes (1994), Campionat alemany de Superturismes (1995)) i curses de resistència com les 24 hores de Spa (1995), 24 hores de Nürburgring (1990 i 1991) i les més prestigioses 24 hores de Le Mans (1999).

## A la F1
Joachim Winkelhock va debutar a la primera cursa de la temporada 1989 (la 40a temporada de la història) del campionat del món de la Fórmula 1, disputant el 26 de març del 1989 el G.P. d'e Brasil al circuit de Jacarepaguà.
Va participar en un total de set curses puntuables pel campionat de la F1, disputades totes a la 1989, no aconseguint classificar-se per disputar cap cursa i no assolí cap punt pel campionat del món de pilots.

## Resultats a la Fórmula 1
| Any  | Equip                                | Xassís | Motor    | 1       | 2       | 3       | 4       | 5       | 6       | 7       | 8   | 9   | 10  | 11  | 12  | 13  | 14  | 15  | 16  | Posició | Punts |
| ---- | ------------------------------------ | ------ | -------- | ------- | ------- | ------- | ------- | ------- | ------- | ------- | --- | --- | --- | --- | --- | --- | --- | --- | --- | ------- | ----- |
| 1989 | Automobiles Gonfaronnaises Sportives | AGS    | Cosworth | BRA NVQ | SMR NVQ | MON NVQ | MEX NVQ | USA NVQ | CAN NVQ | FRA NVQ | GBR | ALE | HUN | BEL | ITA | POR | ESP | JAP | AUS | -       | 0     |

### Resum
| Curses: | Victòries: | Pòdiums: | Poles: | Voltes ràpides: | Punts: |
| ------- | ---------- | -------- | ------ | --------------- | ------ |
| 7 (0)   | 0          | 0        | 0      | 0               | 0      |